# Mecklenburgische Münzgeschichte
Die Mecklenburgische Münzgeschichte beginnt, abgesehen von Funden antiker und früh- und hochmittelalterlicher Münzen, mit der Prägung eigener Münzen zu Beginn des 13. Jahrhunderts und endet mit der Einführung der Reichswährung durch die Reichsmünzgesetze von 1871 und 1873. Die Münzgeschichte Mecklenburgs umfasst nicht nur die landesherrschaftlichen Prägungen, sondern auch die der Städte mit eigenem Münzrecht, wie z. B. der Hansestädte Wismar und Rostock.

## Die hochmittelalterlichen Anfänge
Die Prägung von einseitig geprägten Brakteaten mit dem mecklenburgischen Stierkopf begann ab etwa dem Jahr 1201. Diese kleinen Silbermünzen ähnelten, vom Motiv des Stierkopfs abgesehen, den zu gleicher Zeit zum Beispiel in Hamburg und Lübeck geprägten Hohlpfennigen. Während im Westen die Prägung dieser Brakteaten länger beibehalten wurde, ging der Osten dazu über, zweiseitig geprägte Denare und sogenannte „Finkenaugen“ nach pommerschem und brandenburgischem Vorbild herzustellen.

## Wendischer Münzverein

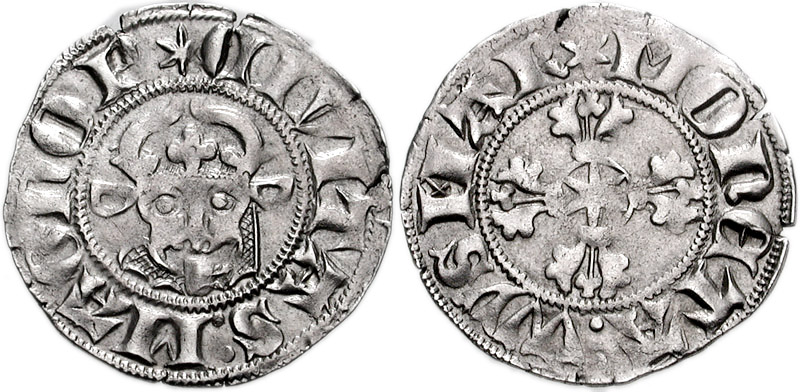
Witten (1379)

Die mecklenburgischen Städte Rostock und Wismar erwarben im 14. Jahrhundert das Münzrecht. Sie konnten deshalb dem Wendischen Münzverein beitreten und ab dem Jahr 1379 den Witten, ein silbernes Vierpfenningstück, prägen. Die mecklenburgischen Landesherren prägten ebenfalls den Witten, ohne jedoch Mitglied des Wendischen Münzvereins zu werden.
Ab dem Ende des 14. Jahrhunderts wurde die Prägung des Wittens durch die Prägung zwei weiterer Nominale ergänzt: dem Dreiling (ein 3 Pfennigstück) und dem Sechsling (seinem Doppelten, einem 6 Pfennigstück). Ab 1432 folgte die Prägung des Schillings im Wert von 12 Pfennigen und ab 1468 der Doppelschilling im Wert von 24 Pfennigen. Dieses System sollte bis zum Ende der mecklenburgischen Münzprägung beibehalten werden, auch wenn diese Münzen später im 18. und 19. Jahrhundert nur noch Kleinmünzen waren.

## Frühe Neuzeit
Mit der Prägung von 2/3 Markstücken ab 1502 orientierte sich Mecklenburg zunächst am hamburgisch-lübschen Vorbild, wechselte dann aber ab 1540 zur Talerprägung nach sächsischem Vorbild.
Im Dreißigjährigen Krieg wurde auch Mecklenburg mit minderwertigen, kaum noch silberhaltigen Kippermünzen überschwemmt, während das besserhaltige Geld aus dem Geldumlauf verschwand („Greshamsches Gesetz“). Aber auch nach dem Ende des Dreißigjährigen Krieges wurde auch am Ende des 17. Jahrhunderts der Geldumlauf durch minderwertige Münzen aus sogenannten „Heckenmünzstätten“ überschwemmt.

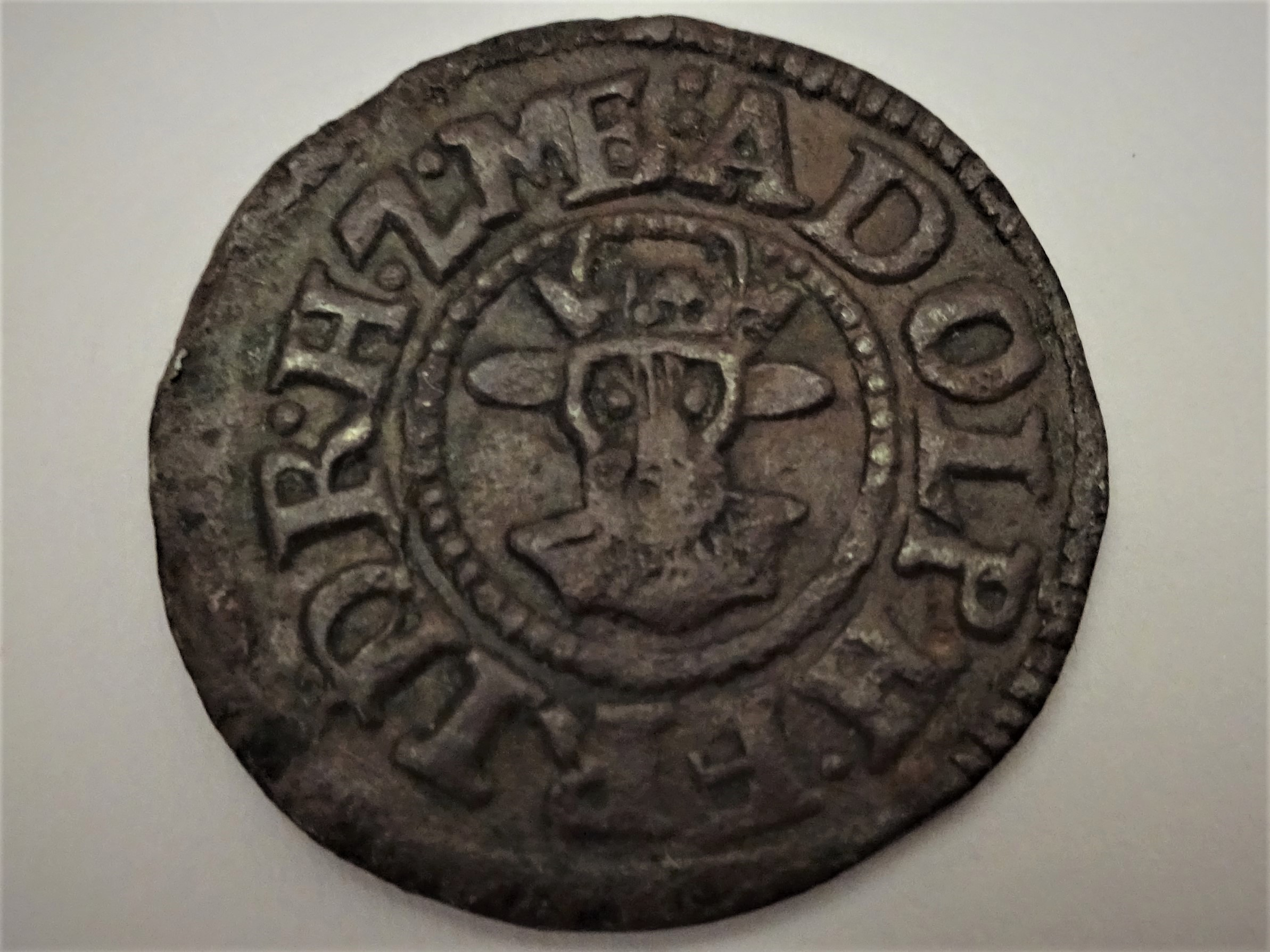
Kupferdreier aus der Zeit von Herzog Adolf Friedrich I.

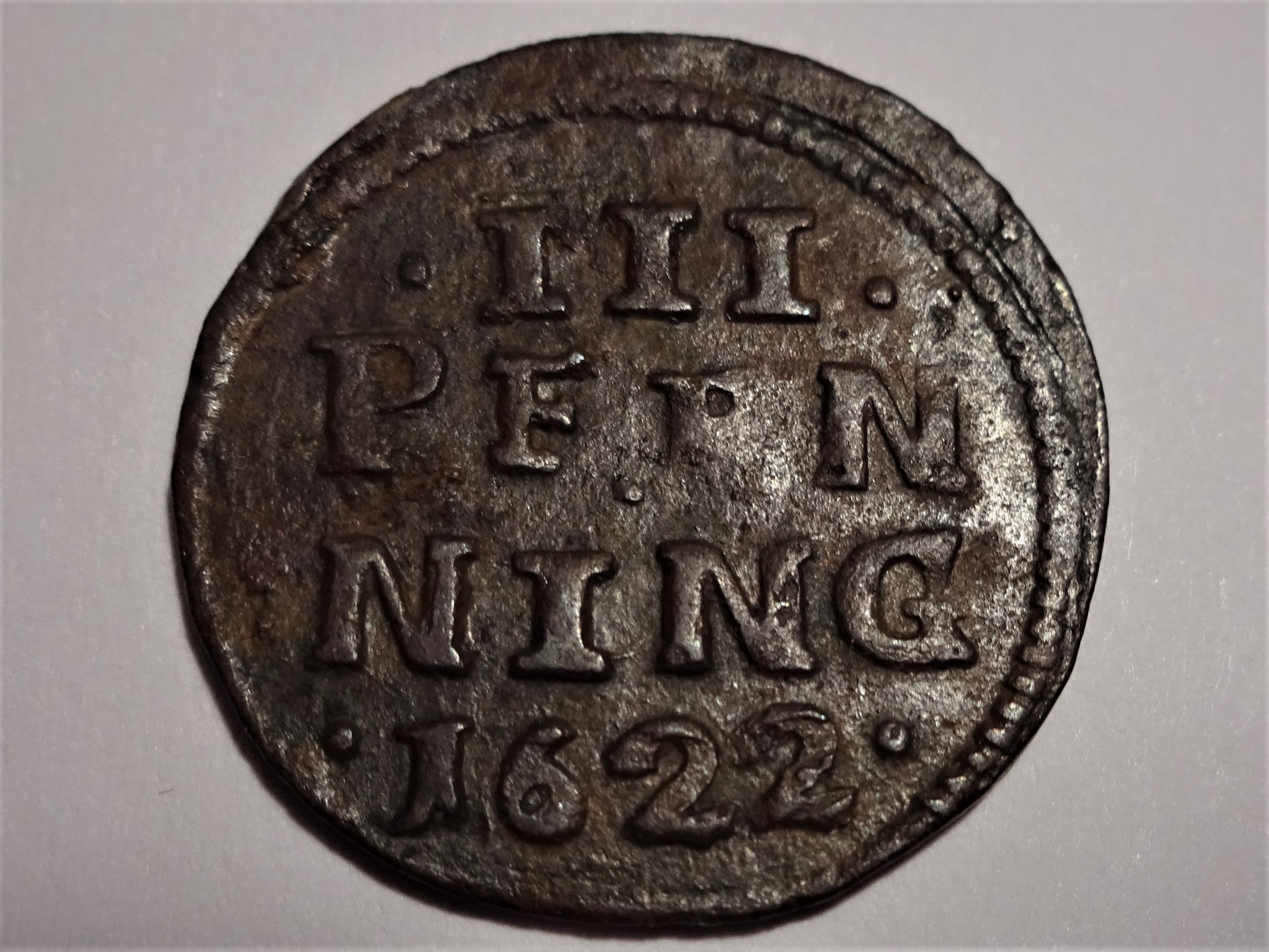
Wertseite des Kupferdreiers von 1622, geprägt in Gadebusch

## 18. Jahrhundert
Nach der preußischen Münzreform von 1750 prägte Mecklenburg deutlich geringhaltigere Münzen, deren Umlauf in Preußen verboten wurde. Da das Verbot nicht genügte, zerstörten preußische Truppen die Schweriner Münzstätte 1762, um den Zufluss minderwertiger Münzen nach Preußen zu unterbinden. Vor allem ging es dabei die weitere Ausprägung von mecklenburgischen 1/12 und 1/6 Talern zu verhindern, die in den Jahren 1758 bis 1762 von Mecklenburg-Schwerin in den Umlauf gebracht wurden. Ab 1763 wurde das mecklenburgische Münzsystem stabilisiert. Mecklenburg-Schwerin folgte dem 11 1/3 Talerfuß des hamburgisch-lübschen Münzsystems. Mecklenburg-Strelitz führte den 13 1/3 Talerfuß ein.

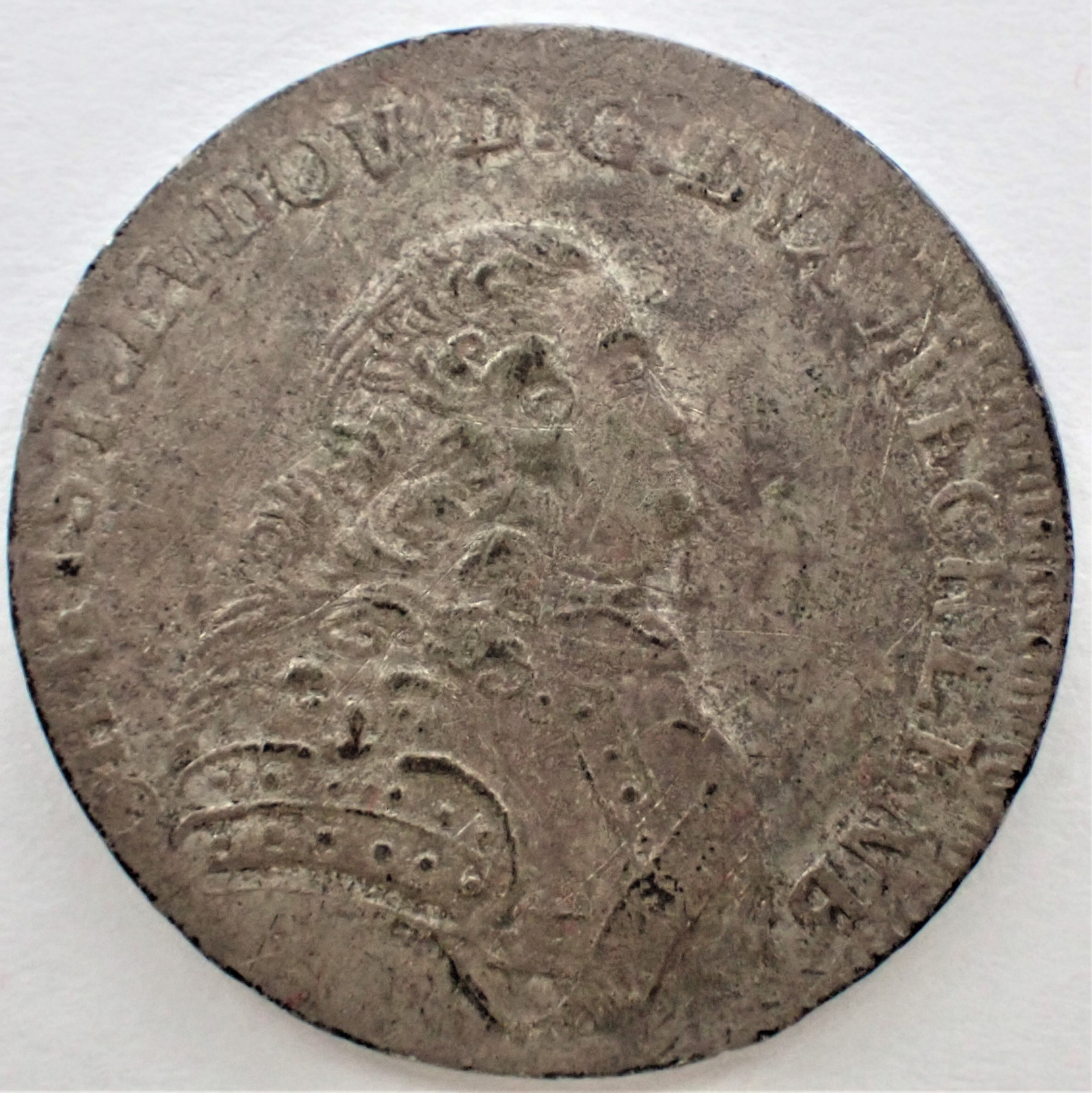
"Kriegsprägung" eines Schweriner Sechsteltalers, Portraitseite

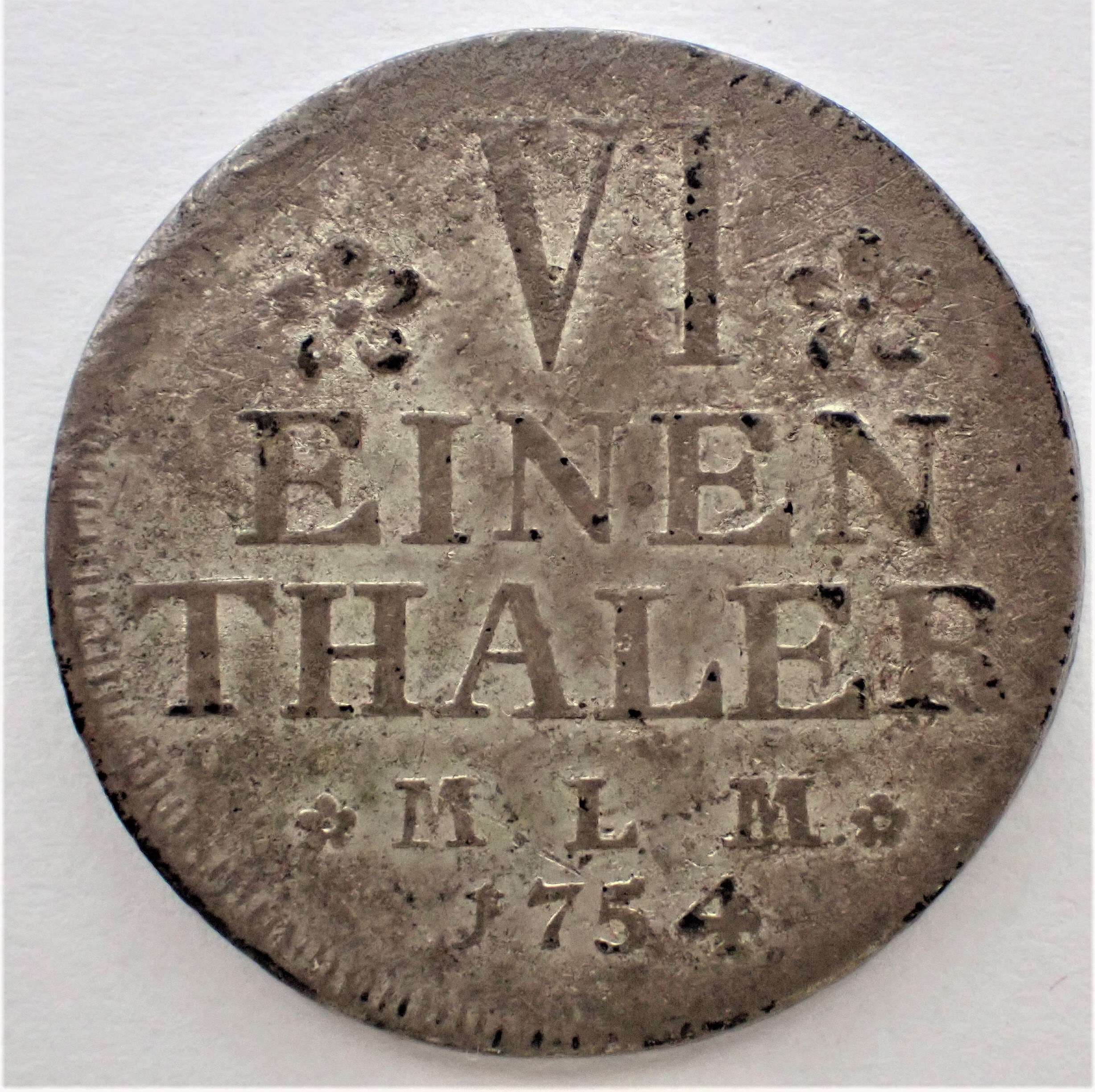
"Kriegsprägung" (1758–62) Schweriner Sechsteltalers mit Jahreszahl 1754, Wertseite

## 19. Jahrhundert

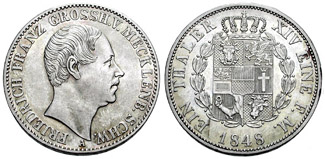

Ab 1848 ist in beiden Großherzogtümern der 14-Taler-Münzfuß Landeswährung. Als am 24. Januar 1857 durch fast alle deutschen Staaten der Wiener Münzvertrag unterzeichnet wurde, traten sie diesem nicht bei. Sie erwarteten jedoch, dass die neuen Vereinsmünzen auch in ihren Ländern in den Umlauf kommen würden.
Deshalb erfolgte am 22. Januar 1858 im Großherzogtum Mecklenburg-Schwerin die Gleichstellung der bisher umlaufenden Münzen des 14-Taler-Münzfußes auf Grundlage der Kölner Mark nach der Verordnung vom 12. Januar 1848 mit denen des 30-Taler-Münzfußes auf Grundlage des Zollpfundes. Zwei- und Ein-Vereinstaler sowie deren Teilstücke wurden als Zahlungsmittel zugelassen. Die bestehenden Landesbestimmungen zu den Gold- und Scheidemünzen wurden jedoch nicht geändert. Entsprechende Bestimmungen gab es auch in Mecklenburg-Strelitz. Die traditionelle Unterteilung der Landeswährung wurde beibehalten:
| 1 Taler = | 48 Schilling = | 576 Pfenninge |
|           | 1 Schilling =  | 12 Pfenninge  |

Folgende Münzen wurden nach Übernahme des 30-Taler-Münzfußes geprägt:
Mecklenburg-Schwerin
| Prägezeit                 | Stück     | Nominal                  | Außerkurs am | Umtauschkurs |
| 1864                      | 100.000   | Taler (30-Taler-Münzfuß) | 01.10.1907   | 3 Mark       |
| 1858, 1860 bis 1864, 1866 | 2.034.240 | 1/48 Taler = 1 Schilling | 01.10.1875   | 6 Pfennige   |
| 1858 bis 1864             | 1.075.968 | 3 Pfenninge              | 01.10.1875   | 2 Pfennige   |

Mecklenburg-Strelitz
| Prägezeit        | Stück   | Nominal                  | Außerkurs am | Umtauschkurs |
| 1870             | 50.000  | Taler (30-Taler-Münzfuß) | 01.10.1907   | 3 Mark       |
| 1859, 1862, 1866 | 720.000 | 1/48 Taler = 1 Schilling | 01.10.1875   | 6 Pfennige   |
| 1862 und 1864    | 579.840 | 3 Pfenninge              | 01.10.1875   | 2 Pfennige   |

Bis 1847 ließen beide Mecklenburg in der Münze Schwerin prägen. Nach der Schließung der Schweriner Münzstätte wurde für beide Großherzogtümer in der preußischen Münzstätte geprägt. Wismar und Rostock übten ihr Münzregal für die Kupfermünzen durch die Prägung von kupfernen 1 und 3 Pfennigen noch bis 1854 (Wismar) bzw. 1864 (Rostock) aus.
Mit der Reichsgründung 1871 und der Verabschiedung des ersten Reichsmünzgesetzes am 4. Dezember 1871 wurde die neue Währung des Deutschen Reiches bekanntgemacht: Der zehnte Teil der Goldmünze zu 10 Mark wird „Mark“ genannt und in 100 Pfennige eingeteilt. Weitere Reichsmünzen und deren technische Daten wurden noch nicht festgelegt und mögliche Ausprägungen untersagt.
Beide Großherzöge ignorierten in gemeinsamer Vorgehensweise diese Bestimmungen und verordneten bereits am 23. Dezember 1871 die Einführung der neuen Mark-Währung mit der Einteilung in 100 Pfennigen. Der genaue Zeitpunkt sollte noch veröffentlicht werden. Begründet wurde der Vorstoß mit dem Mangel an Landes-Scheidemünzen und den Verzögerungen bei der Klärung der Reichsmünzverhältnisse. Diese Verordnung wurde am 11. Januar 1872 bekanntgegeben.
Als neue Scheidemünzen sollten 10- und 5-Pfennigstücke in Silber und 5-, 3- und 1-Pfennigstücke in Kupfer geprägt und bereits vorab in den Umlauf gebracht werden. Gleichzeitig sollten die bisherigen Schillingstücke und Kupfermünzen eingezogen werden. Der Umtauschkurs wurde mit 48 alte Pfennige = 25 neue Pfennige festgelegt. Er entsprach dem der Reichsmarkrechnung ab 1. Januar 1874 (siehe Umtauschkurse Tabelle oben).
Die Prägestätte Dresden wurde 1872 beauftragt die genannten 5-, 3- und 1-Pfennigstücke auszuprägen. Die Ausprägung der Silbermünzen scheiterte an der Beschaffung des Silbers.
Wegen der weiter gestiegenen Verknappung von Scheidemünzen erklärte die Landesregierung von Mecklenburg-Strelitz am 8. März 1873, dass die ausgeprägten Kupfermünzen nun in den Umlauf gebracht werden. Eine Annahmepflicht bestand jedoch nicht. Das Finanzministerium von Mecklenburg-Schwerin erklärte am 22. März 1873, dass die Stadtkassen bei Bedarf die neuen Kupfermünzen abfordern und in Umlauf bringen können. Landesweit wurden diese Münzen erst nach Einführung der Reichsmarkrechnung ab dem 1. Dezember 1873 ausgegeben.
Diese Münzen enthielten Umschriften, die das Verhältnis der Münzen zur neuen Mark angaben. Damit waren diese Münzen die ersten Stücke im Deutschen Kaiserreich, die auf dem Gepräge die Bezeichnung der neuen Währung „Mark“ enthielten. Denn auf den 1871 und 1872 ausgeprägten Reichsgoldmünzen wurde die Währungsbezeichnung nur mit „M.“ angegeben.
Die Münzen entsprachen nicht den Gestaltungsvorschriften des Reichsmünzgesetzes vom 9. Juli 1873 über die neuen Kupfermünzen und deren technischen Daten. Allerdings wurde in Artikel 15 des Münzgesetzes eine Annahmepflicht für diese Landes-Kupfermünzen an Stelle der Reichsmünzen nur in den beiden Großherzogtümern Mecklenburg zu ihrem Nominalwert aufgenommen.
Die Außerkurssetzung dieser Münzen erfolgte durch den Bundesrat erst zum 1. März 1878. Der Umtausch musste bis 1. Juni 1878 an den Landeskassen der beiden Großherzogtümer zu ihrem Nominalwert in Reichsmünzen erfolgen.
| |                                                 | | | | | | |
| 5 Pfennige | 5 Pfennige                                      | 5 Pfennige | 5 Pfennige | Großherzogtum Mecklenburg-Schwerin 1815 bis 1918                                                                  | Großherzogtum Mecklenburg-Schwerin 1815 bis 1918                                                                  | Großherzogtum Mecklenburg-Schwerin 1815 bis 1918                                                                  | Großherzogtum Mecklenburg-Schwerin 1815 bis 1918                                                                  |
| Kupfer-Scheidemünze, Wert = 1/20 Mark | Kupfer-Scheidemünze, Wert = 1/20 Mark           | Kupfer-Scheidemünze, Wert = 1/20 Mark                                                                             | Kupfer-Scheidemünze, Wert = 1/20 Mark                                                                             | Großherzog Friedrich Franz II. (1842–1883)                                                                        | Großherzog Friedrich Franz II. (1842–1883)                                                                        | Großherzog Friedrich Franz II. (1842–1883)                                                                        | Großherzog Friedrich Franz II. (1842–1883)                                                                        |
| Vs.: Unter schwebender Krone Monogramm aus FF für Friedrich Franz, Titelumschrift: V.G.G. GROSSHERZOG V. MECKLENB. SCHWERIN                         |                                                 | | | | | | |
| Rs.: Nominal in zwei Zeilen 5 PFENNIGE darunter Jahreszahl und unten Münzmeisterzeichen B Umschrift oben: ZWANZIG EINE MARK und unten SCHEIDE MÜNZE |                                                 | | | | | | |
| Rand teilweise (Prägeschwäche) gerade geriffelt; beidseitig Randstäbchen mit anliegendem feinen Perlkreis                                           |                                                 | | | | | | |
| Münzfuß höchstens 336 Mark aus 100 Pfund Kupfer | Münzfuß höchstens 336 Mark aus 100 Pfund Kupfer | Münzfuß höchstens 336 Mark aus 100 Pfund Kupfer                                                                   | Münzfuß höchstens 336 Mark aus 100 Pfund Kupfer                                                                   | Soll- / Istgewicht:                                                                                               | 7,44 g / 7,44 g                                                                                                   | Durchm. / Dicke:                                                                                                  | 25,09 mm / 2,00 mm                                                                                                |
| Prägeauflage/-zeit: | 458.614 Stück                                   | nur 1872 Dresden / Münzmeister Gustav Julius Buschick (1860 bis 1887), Stempelschneider Max Barduleck (1871–1911) | nur 1872 Dresden / Münzmeister Gustav Julius Buschick (1860 bis 1887), Stempelschneider Max Barduleck (1871–1911) | nur 1872 Dresden / Münzmeister Gustav Julius Buschick (1860 bis 1887), Stempelschneider Max Barduleck (1871–1911) | nur 1872 Dresden / Münzmeister Gustav Julius Buschick (1860 bis 1887), Stempelschneider Max Barduleck (1871–1911) | nur 1872 Dresden / Münzmeister Gustav Julius Buschick (1860 bis 1887), Stempelschneider Max Barduleck (1871–1911) | nur 1872 Dresden / Münzmeister Gustav Julius Buschick (1860 bis 1887), Stempelschneider Max Barduleck (1871–1911) |
| Außerkurssetzung ab 1. März 1878 lt. Bekanntmachung Bundesrat vom 22. Februar 1878 im Wert von 5 Pfennige Reichswährung                             |                                                 | | | | | | |
| |                                                 | | | | | | |
| 2 Pfennige | 2 Pfennige                                      | 2 Pfennige | 2 Pfennige | Großherzogtum Mecklenburg-Schwerin 1815 bis 1918                                                                  | Großherzogtum Mecklenburg-Schwerin 1815 bis 1918                                                                  | Großherzogtum Mecklenburg-Schwerin 1815 bis 1918                                                                  | Großherzogtum Mecklenburg-Schwerin 1815 bis 1918                                                                  |
| Kupfer-Scheidemünze, Wert = 1/50 Mark | Kupfer-Scheidemünze, Wert = 1/50 Mark           | Kupfer-Scheidemünze, Wert = 1/50 Mark                                                                             | Kupfer-Scheidemünze, Wert = 1/50 Mark                                                                             | Großherzog Friedrich Franz II. (1842–1883)                                                                        | Großherzog Friedrich Franz II. (1842–1883)                                                                        | Großherzog Friedrich Franz II. (1842–1883)                                                                        | Großherzog Friedrich Franz II. (1842–1883)                                                                        |
| Vs.: Unter schwebender Krone Monogramm aus FF für Friedrich Franz, Titelumschrift: V.G.G. GROSSH. V. MECKLENB. SCHWERIN                             |                                                 | | | | | | |
| Rs.: Nominal in zwei Zeilen 2 PFENNIGE darunter Jahreszahl und unten Münzmeisterzeichen B Umschrift oben: FÜNFZIG EINE MARK und unten SCHEIDE MÜNZE |                                                 | | | | | | |
| Rand glatt; beidseitig Randstäbchen mit anliegendem feinen Perlkreis                                                                                |                                                 | | | | | | |
| Münzfuß höchstens 336 Mark aus 100 Pfund Kupfer | Münzfuß höchstens 336 Mark aus 100 Pfund Kupfer | Münzfuß höchstens 336 Mark aus 100 Pfund Kupfer                                                                   | Münzfuß höchstens 336 Mark aus 100 Pfund Kupfer                                                                   | Soll- / Istgewicht:                                                                                               | 3,00 g / 3,01 g                                                                                                   | Durchm. / Dicke:                                                                                                  | 19,09 mm / 1,38 mm                                                                                                |
| Prägeauflage/-zeit: | 1.155.100 Stück                                 | nur 1872 Dresden / Münzmeister Gustav Julius Buschick (1860 bis 1887), Stempelschneider Max Barduleck (1871–1911) | nur 1872 Dresden / Münzmeister Gustav Julius Buschick (1860 bis 1887), Stempelschneider Max Barduleck (1871–1911) | nur 1872 Dresden / Münzmeister Gustav Julius Buschick (1860 bis 1887), Stempelschneider Max Barduleck (1871–1911) | nur 1872 Dresden / Münzmeister Gustav Julius Buschick (1860 bis 1887), Stempelschneider Max Barduleck (1871–1911) | nur 1872 Dresden / Münzmeister Gustav Julius Buschick (1860 bis 1887), Stempelschneider Max Barduleck (1871–1911) | nur 1872 Dresden / Münzmeister Gustav Julius Buschick (1860 bis 1887), Stempelschneider Max Barduleck (1871–1911) |
| Außerkurssetzung ab 1. März 1878 lt. Bekanntmachung Bundesrat vom 22. Februar 1878 im Wert von 2 Pfennige Reichswährung                             |                                                 | | | | | | |
| |                                                 | | | | | | |
| 1 Pfennig | 1 Pfennig                                       | 1 Pfennig | 1 Pfennig | Großherzogtum Mecklenburg-Schwerin 1815 bis 1918                                                                  | Großherzogtum Mecklenburg-Schwerin 1815 bis 1918                                                                  | Großherzogtum Mecklenburg-Schwerin 1815 bis 1918                                                                  | Großherzogtum Mecklenburg-Schwerin 1815 bis 1918                                                                  |
| Kupfer-Scheidemünze, Wert = 1/100 Mark | Kupfer-Scheidemünze, Wert = 1/100 Mark          | Kupfer-Scheidemünze, Wert = 1/100 Mark                                                                            | Kupfer-Scheidemünze, Wert = 1/100 Mark                                                                            | Großherzog Friedrich Franz II. (1842–1883)                                                                        | Großherzog Friedrich Franz II. (1842–1883)                                                                        | Großherzog Friedrich Franz II. (1842–1883)                                                                        | Großherzog Friedrich Franz II. (1842–1883)                                                                        |
| Vs.: Unter schwebender Krone Monogramm aus FF für Friedrich Franz, Titelumschrift: V.G.G. GROSSH. V. MECKLENB. SCHWERIN                             |                                                 | | | | | | |
| Rs.: Nominal in zwei Zeilen 1 PFENNIG darunter Jahreszahl und unten Münzmeisterzeichen B Umschrift oben: HUNDERT EINE MARK und unten SCHEIDE MÜNZE  |                                                 | | | | | | |
| Rand glatt; beidseitig Randstäbchen mit anliegendem feinen Perlkreis                                                                                |                                                 | | | | | | |
| Münzfuß höchstens 336 Mark aus 100 Pfund Kupfer | Münzfuß höchstens 336 Mark aus 100 Pfund Kupfer | Münzfuß höchstens 336 Mark aus 100 Pfund Kupfer                                                                   | Münzfuß höchstens 336 Mark aus 100 Pfund Kupfer                                                                   | Soll- / Istgewicht:                                                                                               | 1,50 g / 1,50 g                                                                                                   | Durchm. / Dicke:                                                                                                  | 16,95 mm / 0,96 mm                                                                                                |
| Prägeauflage/-zeit: | 2.334.600 Stück                                 | nur 1872 Dresden / Münzmeister Gustav Julius Buschick (1860 bis 1887), Stempelschneider Max Barduleck (1871–1911) | nur 1872 Dresden / Münzmeister Gustav Julius Buschick (1860 bis 1887), Stempelschneider Max Barduleck (1871–1911) | nur 1872 Dresden / Münzmeister Gustav Julius Buschick (1860 bis 1887), Stempelschneider Max Barduleck (1871–1911) | nur 1872 Dresden / Münzmeister Gustav Julius Buschick (1860 bis 1887), Stempelschneider Max Barduleck (1871–1911) | nur 1872 Dresden / Münzmeister Gustav Julius Buschick (1860 bis 1887), Stempelschneider Max Barduleck (1871–1911) | nur 1872 Dresden / Münzmeister Gustav Julius Buschick (1860 bis 1887), Stempelschneider Max Barduleck (1871–1911) |
| Außerkurssetzung ab 1. März 1878 lt. Bekanntmachung Bundesrat vom 22. Februar 1878 im Wert von 1 Pfennig Reichswährung                              |                                                 | | | | | | |
| Alle technische Daten von abgebildeten Münzen; Stückzahlen aus AKS, Grosser Deutscher Münzkatalog, 29. Auflage 2014                                 |                                                 | | | | | | |

| |                                                 | | | | | | |
| 5 Pfennige | 5 Pfennige                                      | 5 Pfennige | 5 Pfennige | Großherzogtum Mecklenburg-Strelitz 1815 bis 1918                                                                  | Großherzogtum Mecklenburg-Strelitz 1815 bis 1918                                                                  | Großherzogtum Mecklenburg-Strelitz 1815 bis 1918                                                                  | Großherzogtum Mecklenburg-Strelitz 1815 bis 1918                                                                  |
| Kupfer-Scheidemünze, Wert = 1/20 Mark | Kupfer-Scheidemünze, Wert = 1/20 Mark           | Kupfer-Scheidemünze, Wert = 1/20 Mark                                                                             | Kupfer-Scheidemünze, Wert = 1/20 Mark                                                                             | Großherzog Friedrich Wilhelm (1860–1904)                                                                          | Großherzog Friedrich Wilhelm (1860–1904)                                                                          | Großherzog Friedrich Wilhelm (1860–1904)                                                                          | Großherzog Friedrich Wilhelm (1860–1904)                                                                          |
| Vs.: Unter schwebender Krone Monogramm aus FW für Friedrich Wilhelm, Titelumschrift: V.G.G. GROSSHERZOG V. MECKLENB. STRELITZ                       |                                                 | | | | | | |
| Rs.: Nominal in zwei Zeilen 5 PFENNIGE darunter Jahreszahl und unten Münzmeisterzeichen B Umschrift oben: ZWANZIG EINE MARK und unten SCHEIDE MÜNZE |                                                 | | | | | | |
| Rand glatt; beidseitig Randstäbchen mit anliegendem feinen Perlkreis                                                                                |                                                 | | | | | | |
| Münzfuß höchstens 336 Mark aus 100 Pfund Kupfer | Münzfuß höchstens 336 Mark aus 100 Pfund Kupfer | Münzfuß höchstens 336 Mark aus 100 Pfund Kupfer                                                                   | Münzfuß höchstens 336 Mark aus 100 Pfund Kupfer                                                                   | Soll- / Istgewicht:                                                                                               | 7,44 g / 7,46 g                                                                                                   | Durchm. / Dicke:                                                                                                  | 24,98 mm / 2,00 mm                                                                                                |
| Prägeauflage/-zeit: | 118.200 Stück                                   | nur 1872 Dresden / Münzmeister Gustav Julius Buschick (1860 bis 1887), Stempelschneider Max Barduleck (1871–1911) | nur 1872 Dresden / Münzmeister Gustav Julius Buschick (1860 bis 1887), Stempelschneider Max Barduleck (1871–1911) | nur 1872 Dresden / Münzmeister Gustav Julius Buschick (1860 bis 1887), Stempelschneider Max Barduleck (1871–1911) | nur 1872 Dresden / Münzmeister Gustav Julius Buschick (1860 bis 1887), Stempelschneider Max Barduleck (1871–1911) | nur 1872 Dresden / Münzmeister Gustav Julius Buschick (1860 bis 1887), Stempelschneider Max Barduleck (1871–1911) | nur 1872 Dresden / Münzmeister Gustav Julius Buschick (1860 bis 1887), Stempelschneider Max Barduleck (1871–1911) |
| Außerkurssetzung ab 1. März 1878 lt. Bekanntmachung Bundesrat vom 22. Februar 1878 im Wert von 5 Pfennige Reichswährung                             |                                                 | | | | | | |
| |                                                 | | | | | | |
| 2 Pfennige | 2 Pfennige                                      | 2 Pfennige | 2 Pfennige | Großherzogtum Mecklenburg-Strelitz 1815 bis 1918                                                                  | Großherzogtum Mecklenburg-Strelitz 1815 bis 1918                                                                  | Großherzogtum Mecklenburg-Strelitz 1815 bis 1918                                                                  | Großherzogtum Mecklenburg-Strelitz 1815 bis 1918                                                                  |
| Kupfer-Scheidemünze, Wert = 1/50 Mark | Kupfer-Scheidemünze, Wert = 1/50 Mark           | Kupfer-Scheidemünze, Wert = 1/50 Mark                                                                             | Kupfer-Scheidemünze, Wert = 1/50 Mark                                                                             | Großherzog Friedrich Wilhelm (1860–1904)                                                                          | Großherzog Friedrich Wilhelm (1860–1904)                                                                          | Großherzog Friedrich Wilhelm (1860–1904)                                                                          | Großherzog Friedrich Wilhelm (1860–1904)                                                                          |
| Vs.: Unter schwebender Krone Monogramm aus FW für Friedrich Wilhelm, Titelumschrift: V.G.G. GROSSH. V. MECKLENB. STRELITZ                           |                                                 | | | | | | |
| Rs.: Nominal in zwei Zeilen 2 PFENNIGE darunter Jahreszahl und unten Münzmeisterzeichen B Umschrift oben: FÜNFZIG EINE MARK und unten SCHEIDE MÜNZE |                                                 | | | | | | |
| Rand glatt; beidseitig Randstäbchen mit anliegendem feinen Perlkreis                                                                                |                                                 | | | | | | |
| Münzfuß höchstens 336 Mark aus 100 Pfund Kupfer | Münzfuß höchstens 336 Mark aus 100 Pfund Kupfer | Münzfuß höchstens 336 Mark aus 100 Pfund Kupfer                                                                   | Münzfuß höchstens 336 Mark aus 100 Pfund Kupfer                                                                   | Soll- / Istgewicht:                                                                                               | 3,00 g / 3,00 g                                                                                                   | Durchm. / Dicke:                                                                                                  | 19,05 mm / 1,29 mm                                                                                                |
| Prägeauflage/-zeit: | 203.100 Stück                                   | nur 1872 Dresden / Münzmeister Gustav Julius Buschick (1860 bis 1887), Stempelschneider Max Barduleck (1871–1911) | nur 1872 Dresden / Münzmeister Gustav Julius Buschick (1860 bis 1887), Stempelschneider Max Barduleck (1871–1911) | nur 1872 Dresden / Münzmeister Gustav Julius Buschick (1860 bis 1887), Stempelschneider Max Barduleck (1871–1911) | nur 1872 Dresden / Münzmeister Gustav Julius Buschick (1860 bis 1887), Stempelschneider Max Barduleck (1871–1911) | nur 1872 Dresden / Münzmeister Gustav Julius Buschick (1860 bis 1887), Stempelschneider Max Barduleck (1871–1911) | nur 1872 Dresden / Münzmeister Gustav Julius Buschick (1860 bis 1887), Stempelschneider Max Barduleck (1871–1911) |
| Außerkurssetzung ab 1. März 1878 lt. Bekanntmachung Bundesrat vom 22. Februar 1878 im Wert von 2 Pfennige Reichswährung                             |                                                 | | | | | | |
| |                                                 | | | | | | |
| 1 Pfennig | 1 Pfennig                                       | 1 Pfennig | 1 Pfennig | Großherzogtum Mecklenburg-Strelitz 1815 bis 1918                                                                  | Großherzogtum Mecklenburg-Strelitz 1815 bis 1918                                                                  | Großherzogtum Mecklenburg-Strelitz 1815 bis 1918                                                                  | Großherzogtum Mecklenburg-Strelitz 1815 bis 1918                                                                  |
| Kupfer-Scheidemünze, Wert = 1/100 Mark | Kupfer-Scheidemünze, Wert = 1/100 Mark          | Kupfer-Scheidemünze, Wert = 1/100 Mark                                                                            | Kupfer-Scheidemünze, Wert = 1/100 Mark                                                                            | Großherzog Friedrich Wilhelm (1860–1904)                                                                          | Großherzog Friedrich Wilhelm (1860–1904)                                                                          | Großherzog Friedrich Wilhelm (1860–1904)                                                                          | Großherzog Friedrich Wilhelm (1860–1904)                                                                          |
| Vs.: Unter schwebender Krone Monogramm aus FW für Friedrich Wilhelm, Titelumschrift: V.G.G. GROSSH. V. MECKLENB. STRELITZ                           |                                                 | | | | | | |
| Rs.: Nominal in zwei Zeilen 1 PFENNIG darunter Jahreszahl und unten Münzmeisterzeichen B Umschrift oben: HUNDERT EINE MARK und unten SCHEIDE MÜNZE  |                                                 | | | | | | |
| Rand glatt; beidseitig Randstäbchen mit anliegendem feinen Perlkreis                                                                                |                                                 | | | | | | |
| Münzfuß höchstens 336 Mark aus 100 Pfund Kupfer | Münzfuß höchstens 336 Mark aus 100 Pfund Kupfer | Münzfuß höchstens 336 Mark aus 100 Pfund Kupfer                                                                   | Münzfuß höchstens 336 Mark aus 100 Pfund Kupfer                                                                   | Soll- / Istgewicht:                                                                                               | 1,50 g / 1,50 g                                                                                                   | Durchm. / Dicke:                                                                                                  | 16,88 mm / 0,95 mm                                                                                                |
| Prägeauflage/-zeit: | 625.650 Stück                                   | nur 1872 Dresden / Münzmeister Gustav Julius Buschick (1860 bis 1887), Stempelschneider Max Barduleck (1871–1911) | nur 1872 Dresden / Münzmeister Gustav Julius Buschick (1860 bis 1887), Stempelschneider Max Barduleck (1871–1911) | nur 1872 Dresden / Münzmeister Gustav Julius Buschick (1860 bis 1887), Stempelschneider Max Barduleck (1871–1911) | nur 1872 Dresden / Münzmeister Gustav Julius Buschick (1860 bis 1887), Stempelschneider Max Barduleck (1871–1911) | nur 1872 Dresden / Münzmeister Gustav Julius Buschick (1860 bis 1887), Stempelschneider Max Barduleck (1871–1911) | nur 1872 Dresden / Münzmeister Gustav Julius Buschick (1860 bis 1887), Stempelschneider Max Barduleck (1871–1911) |
| Außerkurssetzung ab 1. März 1878 lt. Bekanntmachung Bundesrat vom 22. Februar 1878 im Wert von 1 Pfennig Reichswährung                              |                                                 | | | | | | |
| Alle technische Daten von abgebildeten Münzen; Stückzahlen aus AKS, Grosser Deutscher Münzkatalog, 29. Auflage 2014                                 |                                                 | | | | | | |

## Reichsmünzen mit mecklenburgischer Rückseite

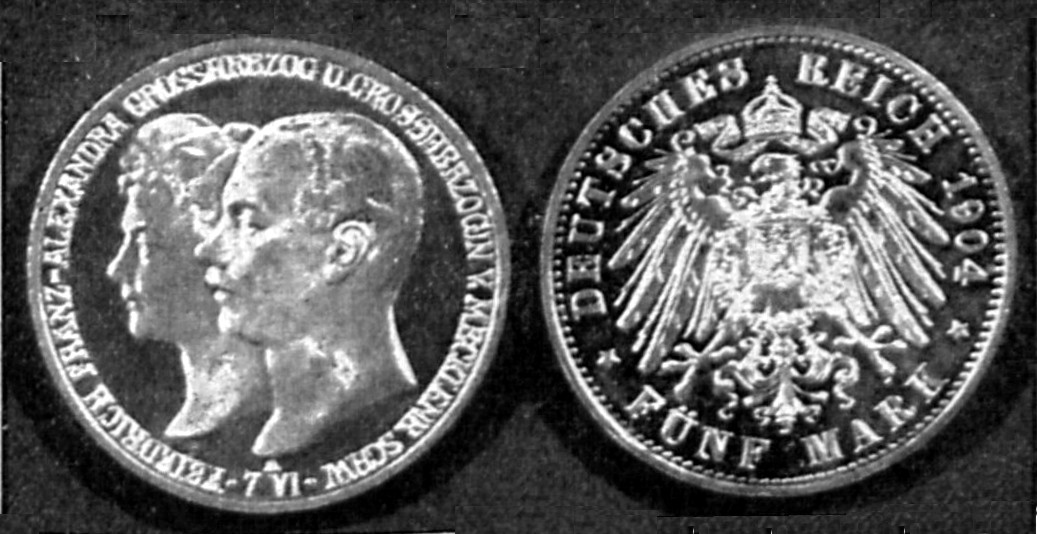
5-Mark-Münze zur Hochzeit von Friedrich Franz IV. und Alexandra von Hannover und Cumberland 1904, geprägt von der Staatlichen Münze Berlin (A)

Von 1876 bis 1915 gab es sechs (Mecklenburg-Schwerin) bzw. drei (Mecklenburg-Strelitz) von der Staatlichen Münze Berlin (A) geprägte Münzen der Reichswährung, deren Rückseiten nach Artikel 3, § 2 des Reichsmünzgesetzes vom 9. Juli 1873 mit einem mecklenburgischen Bild versehen waren. Neben Kursmünzen waren der Regierungsantritt von Großherzog Friedrich Franz IV. nach erreichter Volljährigkeit, die Hochzeit von Friedrich Franz IV. und Alexandra von Hannover und Cumberland 1904 und die Jahrhundertfeier des Großherzogtums 1915 Anlass und Motiv der Münzen.